# Władysław Sawicki
Władysław Sawicki (ur. 27 czerwca 1920 w Kosowie, zm. 26 listopada 2016 w Nowym Targu) – polski ekonomista i polityk, poseł na Sejm PRL IX kadencji.

## Życiorys
Syn Stanisława i Elżbiety. Podczas II wojny światowej przebywał w Związku Radzieckim. Później pracował w Powiatowej Spółdzielni Rolniczo-Handlowej w Nowym Targu. W latach 1949–1978 był nauczycielem kontraktowym w Ośrodku Szkolenia Kadr Centrali Spółdzielni Rolniczych „Samopomoc Chłopska”. W 1956 skończył Szkołę Główną Planowania i Statystyki w Warszawie i uzyskał tytuł zawodowy magistra ekonomii. Od 1972 pełnił funkcję dyrektora Wytwórni Win i Przetwórni Owoców w Nowym Targu. Związany z Towarzystwem Wiedzy Powszechnej (m.in. jako przewodniczący zarządu rejonowego w Nowym Targu i wiceprzewodniczący zarządu wojewódzkiego w Nowym Sączu). Był też radnym nowosądeckiej Wojewódzkiej Rady Narodowej. W latach 1985–1989 pełnił mandat posła na Sejm PRL IX kadencji z okręgu Nowy Sącz będąc bezpartyjnym. W parlamencie pracował w Komisji Ochrony Środowiska i Zasobów Naturalnych, Komisji Planu Gospodarczego, Budżetu i Finansów oraz w Komisji Nadzwyczajnej do rozpatrzenia projektu ustawy Prawo o stowarzyszeniach oraz projektów ustaw dotyczących związków zawodowych. Działacz Patriotycznego Ruchu Odrodzenia Narodowego.
Otrzymał Medal 10-lecia Polski Ludowej (1955), Medal 40-lecia Polski Ludowej, Odznakę „Zasłużony Działacz FJN”, a także liczne tytuły. Pochowany 30 listopada 2016 w Nowym Targu na cmentarzu komunalnym przy ul. Skotnica.